# Galapagostjurhuvudhaj
Galapagostjurhuvudhaj (Heterodontus quoyi) är en haj som finns vid Peru och Galápagosöarna. Familjen är mycket gammal, och går nästan tillbaka till början av mesozoikum.

## Utseende
En mycket liten haj; hanen blir som mest 48 cm, honan 61 cm. Den är kraftigt byggd med stort, trubbigt huvud, liten mun och svaga åsar ovanför ögonen. Som alla tjurhuvudhajar har den två typer av tänder: Framtänderna är små, med flera korta spetsar för att hålla fast bytet, de bakre utgörs av flata plattor avsedda att krossa det. De två ryggfenorna har båda en tagg i framkanten. Kroppen är ljusgrå till brun med stora, svarta fläckar och mörka fläckar under ögonen. Bröstfenorna är kraftiga och kan användas för att krypa med.

## Vanor
Galapagostjurhuvudhajen är en inte särskilt känd, bottenlevande och nattaktiv haj som lever i kustnära vatten (inklusive öar) i tropiska och varmtempererade vatten. Den uppehåller sig gärna kring klipp- och korallrev på djup mellan 3 och 30 m där den gärna vilar på klipphyllor. Kring Galapagos föredrar den områden med kallare, uppåtströmmande djupvatten. Den är en dålig simmare, som gärna kryper omkring på havsbottnen med hjälp av sina stora bröstfenor. Födan består framför allt av krabbor, men den tar även andra kräftdjur, musslor och andra mindre, ryggradslösa djur. Det förefaller som om den även tar, avsiktligt eller oavsiktligt, viss växtföda som alger. De platta krosständerna i bakre delen av munnen hjälper hajen att krossa bytets hårda skal, som sedan stöts upp.

### Fortplantning
Hanen blir könsmogen vid en längd av 48 cm, honan vid 61 cm. Som övriga tjurhuvudshajar är den äggläggande; den spiralvridna äggkapseln är 11 cm lång, den nykläckta ungen 17 cm.

## Utbredning
Galapagostjurhuvudhajen finns i östra Stilla havet utanför Peru samt mera sällsynt kring Galápagosöarna.

## Taxonomi
Skillnaden är påtaglig mellan populationen från Galapagos och den från fastlandet (det vill säga Peru). Förslag har gjorts om att betrakta fastlandspopulationen som en egen art, Heterodontus peruanus, men inget beslut har ännu fattats.